# Raymond Mommens
Raymond Mommens (født 27. december 1958 i Lebbeke, Belgien) er en tidligere belgisk fodboldspiller og - nuværende chef-spejder for Club Brügge, der spillede som angriber. Han var på klubplan tilknyttet Lokeren og Charleroi i hjemlandet, begge hold i elleve sæsoner. Han spillede desuden 18 kampe for det belgiske landshold. Han var en del af den belgiske trup til både EM i 1980, VM i 1982, EM i 1984 og VM i 1986.
Efter sit karrierestop var Mommens i en kortere periode træner for sin gamle klub Charleroi.